# Haywood Jeffires
Haywood Franklin Jeffires (Greensboro, 12 dicembre 1964) è un ex giocatore di football americano statunitense che ha militato nel ruolo di wide receiver nella National Football League (NFL).

## Carriera
Al college Jeffires giocò a football alla North Carolina State University. Fu scelto dagli Houston Oilers nel corso del primo giro (ventesimo assoluto) nel Draft NFL 1987. Trovò il successo nell'attacco run&shoot guidato dal quarterback Warren Moon, assieme ai compagni Ernest Givins, Drew Hill, Webster Slaughter e Curtis Duncan. Nel 1991 guidò la NFL con 100 ricezioni, venendo convocato per il suo primo Pro Bowl e inserito nel First-team All-Pro. Fu convocato per il Pro Bowl anche nelle due stagioni successive. Rimase con gli Oilers fino al 1995, dopo di che chiuse la carriera con i New Orleans Saints (1996) e i Chicago Bears (1997, nessuna presenza).

## Palmarès
- Convocazioni al Pro Bowl: 3

1991, 1992, 1993
- First-team All-Pro:

1991
- Leader della NFL in ricezioni: 1

1991